# Tuyến 3A (Đường sắt đô thị Thành phố Hồ Chí Minh)
Tuyến 3A: Bến Thành – Tân Kiên là một tuyến metro (đường sắt đô thị) thuộc hệ thống Đường sắt đô thị Thành phố Hồ Chí Minh. Hiện tại dự án đang được đề xuất xây dựng.
Dự án được chia thành 2 giai đoạn xây dựng:
- Giai đoạn 1: Bến Thành - Bến xe Miền Tây: dài 10,0 km và bao gồm 11 nhà ga.
- Giai đoạn 2: Bến xe Miền Tây - Tân Kiên: dài 9,8 km và bao gồm 7 nhà ga.

Từ quy hoạch năm 2024, một phần tuyến 3A từ ga Bến Thành đến ga Ngã sáu Cộng Hòa được chuyển qua cho tuyến 1, đoạn còn lại được hợp nhất với tuyến 3B thành tuyến 3 với điểm đầu kéo dài đến depot An Hạ và điểm cuối đến depot Hiệp Bình Phước.

## Hướng tuyến
Tuyến Metro số 3 có điểm đầu tại ga Bến Thành - Phạm Ngũ Lão - Cống Quỳnh - Phạm Viết Chánh - Hùng Vương - Hồng Bàng - Kinh Dương Vương - Xa lộ Đại Hàn (Quốc lộ 1) - xã Tân Kiên - Thế Lữ - Tân Tạo-Chợ Đệm - nhà ga đường sắt Tân Kiên. Trong tương lai, tuyến này cũng sẽ trở thành một phần của Dự án Đường sắt cao tốc Bắc Nam và kéo dài đến Năm Căn (tỉnh Cà Mau)

## Nhà ga
Toàn tuyến có 9 ga ngầm và 9 ga trên cao.
| Tên ga                | Khoảng cách     | Khoảng cách     | Tuyến trung chuyển            | Vị trí           | Vị trí       |
| Tên ga                | Giữa các nhà ga | Từ ga Bến Thành | Tuyến trung chuyển            | Quận/Huyện       | Phường/Xã    |
| --------------------- | --------------- | --------------- | ----------------------------- | ---------------- | ------------ |
| Bến Thành             | -               | 0,0             | Tuyến 1 Tuyến 2 Tuyến 4 BRT01 | Quận 1           | Phạm Ngũ Lão |
| Chợ Thái Bình         | 1,1             | 1,1             |                               | Quận 1           | Phạm Ngũ Lão |
| Cộng Hòa              | 0,8             | 1,9             | Tuyến 3B                      | Quận 3           | Phường 2     |
| Công viên Hòa Bình    | 1,0             | 2,9             |                               | Quận 5           | Phường 9     |
| Đại Học Y Dược        | 1,4             | 4,3             | Tuyến 5                       | Quận 5           | Phường 12    |
| Thuận Kiều Plaza      | 0,6             | 4,9             |                               | Quận 5           | Phường 12    |
| Bến Xe Chợ Lớn        | 0,7             | 5,6             |                               | Quận 5           | Phường 14    |
| Cây Gõ                | 0,8             | 6,4             |                               | Quận 6           | Phường 6     |
| Phú Lâm               | 1,0             | 7,4             | Tuyến 6                       | Quận 6           | Phường 13    |
| Công Viên Phú Lâm     | 1,3             | 8,7             |                               | Quận 6           | Phường 12    |
| Bến Xe Miền Tây       | 1,0             | 9,7             | BRT01 BRT05                   | Quận Bình Tân    | An Lạc       |
| Khu Y Tế Kỹ thuật cao | 1,0             | 10,7            | BRT01                         | Quận Bình Tân    | An Lạc       |
| Hồ Học Lãm            | 1,0             | 11,7            | BRT01                         | Quận Bình Tân    | An Lạc       |
| An Lạc                | 1,0             | 12,7            | BRT01 BRT03                   | Quận Bình Tân    | An Lạc       |
| Hưng Nhơn             | 1,1             | 13,8            | Tuyến 3A kéo dài BRT01 BRT03  | Huyện Bình Chánh | Tân Kiên     |
| Bàu Gốc               | 2,1             | 15,9            |                               | Huyện Bình Chánh | Tân Kiên     |
| Nguyễn Cửu Phú        | 1,3             | 17,2            |                               | Huyện Bình Chánh | Tân Kiên     |
| Tân Kiên              | 2,6             | 19,8            | Tuyến Sài Gòn - Cần Thơ       | Huyện Bình Chánh | Tân Kiên     |

## Khu vực Depot
Ga Depot của Tuyến 3A sẽ được xây dựng tại xã Tân Kiên, huyện Bình Chánh rộng 20,15 ha. Giai đoạn 1 tuyến sử dụng chung Depot Long Bình của Tuyến 1.

## Đề xuất kéo dài
Tuyến được định hướng kéo dài đi dọc Quốc lộ 1 và kết nối với Thành phố Tân An, tỉnh Long An.